# 유전자자리

전형적인 염색체의 일부
(1) 염색분체
(2) 동원체
(3) 짧은(p) 팔
(4) 긴(q) 팔

유전자자리(단수 locus, 복수 loci)는 유전학에서 특정 유전자나 유전 표지자가 위치한 염색체상의 특이적이고 고정된 위치이다. 각각의 염색체에는 다수의 유전자가 존재하며, 그 유전자 각각은 서로 다른 위치, 또는 유전자자리에 있다. 인간의 23개 염색체로 구성된 하플로타입에서 단백질을 암호화하는 유전자의 총 개수는 19,000-20,000개 정도로 여겨진다.
유전자는 대립유전자로 알려진 여러 변이를 가질 수 있으며 대립유전자는 특정 유전자자리에 있다고 할 수도 있다. 염색체가 주어진 유전자자리에서 동일한 대립유전자를 갖는 이배체나 배수체 세포는 그 유전자자리에 대해 동형접합(homozygous)이라고 하는 반면, 주어진 유전자자리에서 다른 대립유전자를 갖는 것은 이형접합(heterozygous)이라고 한다. 특정 유전체에 대해 알려진 유전자자리의 정렬된 목록을 유전자 지도라고 한다. 유전자 지도를 그린다는 건 특정 표현형이나 형질을 만드는 특정 유전자자리나, 자리들을 결정하는 과정이다. 연관 불평형 매핑은 역사적인 연관 불평형을 이용하는 양적 형질 유전자자리(quatitative trait loci, QTLs)을 매핑하는 방법이다. 이는 표현형(관찰 가능한 특성)을 유전자형(유기체의 유전적 구성)과 비교하여 유전적 연관성을 밝히기 위해 시행된다.

## 명명법

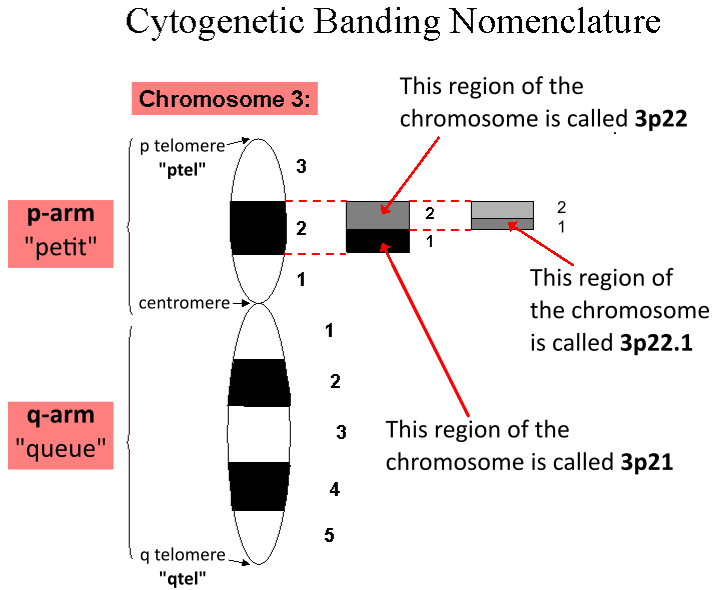
세포유전학적 유전자자리 명명법

염색체에는 짧은 팔(p-arm)과 긴 팔(q-arm)이 존재한다. 예를 들어, 전형적인 유전자의 염색체에서 유전자자리는 3p22.1로 쓸 수 있다. 여기서 각각의 뜻은 다음과 같다.
- 3 = 3번 염색체
- p = 짧은 팔
- 22 = 영역 2, 염색체 밴드 2('twenty-two'가 아니라 'two, two'로 읽음)
- 1 = sub-band 1

따라서 위 예시의 전체 유전자자리는 '3 P two-two 점 1'로 읽을 수 있다. 세포유전학적 밴드는 활발하게 전사된 DNA(퍼진염색질, euchromatin)나, 포장된 DNA(뭉친염색질, heterochromatin)가 풍부한 염색체의 영역이다. 이 부분은 염색 시 다르게 나타난다. 예를 들어, 김사 염색에서 퍼진염색질은 흰색으로 나타나고 뭉친염색질은 검은색으로 나타난다. 유전자자리는 동원체에서 텔로미어를 향해 세어 나간다.
| 요소 | 설명 |
| 3    | 염색체 번호 |
| p    | 염색체의 짧은 팔에 위치한다.(p 가 프랑스어로 쁘띠를 의미하여 이런 이름이 붙었다는 것이 일반적인 설명이다). q는 긴 팔을 나타낸다.(알파벳에서 p 다음이라 선택되었다. 또는 q 가 프랑스어에서 '꼬리'라는 뜻의 queue에서 왔다는 주장도 있다.                                                         |
| 22.1 | 문자 뒤의 숫자는 팔 안에서의 위치를 나타낸다(영역 2, 밴드 2, 하위 밴드 1). 띠는 염색체가 적절하게 염색됐을 때 현미경으로 볼 수 있다. 각 밴드는 중심에 가장 가까운 밴드를 1로 하고 시작하여 번호가 매겨진다. 하위 밴드(sub-band)와 하위 하위 밴드(sub-sub-band)은 더 높은 해상도에서 볼 수 있다. |

세포유전적 밴드의 예시

유전자자리 여러 개의 범위도 유사한 방식으로 지정된다. 예를 들어, 유전자 OCA1(제1형 눈피부 백색증 관련 유전자)의 유전자자리는 "11q1.4-q2.1"로 쓸 수 있다. 이는 이 유전자가 11번 염색체의 긴 팔에 있고, region 1의 sub-band 4에서 region 2의 sub-band 1 사이의 범위 어딘가에 있다는 걸 의미한다.
염색체의 끝은 'pter' 와 'qter' 로 표시되어 있으므로 '2qter'는 2번 염색체의 긴 팔의 말단을 나타낸다.

## 같이 보기
- 염색체 전좌
- 세포유전학적 표기법
- 핵형